# Medalla de l'Imperi per Gallardia
La Medalla de l'Excel·lentíssim Orde de l'Imperi Britànic per Gallardia (anglès: Medal of the Most Excellent Order of the British Empire for Gallantry),  coneguda com a Medalla de la Gallardia de l'Imperi (anglès: Empire Gallantry Medal – EGM), va ser una medalla britànica atorgada per actes de gallardia. A diferència de la Medalla de la Gallardia al Mar (SGM) (1854), la Medalla f'Albert (AM) (1866) i la Medalla Eduard (EM) (1907) que existien aleshores, que tenien dues classes amb criteris d'elegibilitat restringits, l'EGM era un premi de classe única amb una àmplia elegibilitat. Va ser instituïda pel rei Jordi V el 29 de desembre de 1922. El juliol de 1937, els receptors van rebre el dret d'utilitzar les lletres postnominals "EGM". L'EGM va ser substituïda el 1940 per la Creu de Jordi, que també era un premi de classe única amb una àmplia elegibilitat, però a diferència de l'EGM, que ocupava una posició inferior a l'Ordre de Lluïment, la Creu de Jordi apareixia immediatament després de la Creu Victòria.
L'EGM era una medalla de l'orde de l'Imperi Britànic i, com el mateix orde, estava dividida en divisions civils i militars, però a diferència de la Medalla de l'Imperi Britànic (BEM), els oficials podien optar a la medalla.

## Història
El 1922, la Medalla original de l'Orde de l'Imperi Britànic va ser descontinuada i substituïda per dos premis separats, la Medalla de l'orde de l'Imperi Britànic per Gallardia (EGM) i la Medalla de l'Orde de l'Imperi Britànic per Servei Meritori, coneguda com la Medalla de l'Imperi Britànic. L'EGM havia estat classificada després de la Medalla de la Gallardia al Mar, la Medalla d'Albert  i la Medalla Eduard a l'Orde de lluïment, però va ser substituïda per la Creu de Jordi el 1940.
El 24 de setembre de 1940, el rei Jordi VI va crear la Creu de Jordi, que es classificaria immediatament després de la Creu Victòria, per reconèixer la valentia que no es fes en presència de l'enemic. La Medalla de l'orde de l'Imperi Britànic per Gallardia va cessar el mateix dia. L'abril de 1941 es va anunciar que, excepte els receptors honorífics, tots els receptors vius i els familiars més propers dels que havien rebut l'EGM pòstumament després del 3 de setembre de 1939, havien de canviar la seva insígnia per la Creu de Jordi. El 1971, tots els receptors vius de la Medalla Albert i la Medalla Eduard van ser considerats titulars de la Creu de Jordi, però a diferència dels receptors de l'EGM, el canvi de la seva insígnia original per la Creu de Jordi era opcional.

## Estadístiques
Hi va haver un total de 130 premis, incloent-hi vuit atorgats pòstumament:
- Divisió Civil: 64 (3 pòstums)
- Divisió Militar: 62 (5 pòstums)
- Premis honorífics: 4 (ciutadans no britànics, 3 francesos i 1 belga)[1]

Els quatre premis honorífics no es van poder bescanviar per la Creu de Jordi. El 24 de setembre de 1940, 107 dels altres 126 receptors eren vius i tots van intercanviar condecoracions. Els familiars més propers de cinc receptors difunts, Herbert John (Bertie) Mahoney, el premi EGM del qual es va publicar a la gaseta oficial el 23 de desembre de 1927, i els quatre premis pòstums de la Divisió Militar publicats a la gaseta oficial després de l'inici de la Segona Guerra Mundial, també van intercanviar condecoracions.

## Aspecte
És una medalla circular de plata, de 36 mil·límetres (1,4 polzades) de diàmetre, amb un suspensor recte amb fulles de llorer. El nom del destinatari estava imprès a la vora. Excepte per la cinta, el disseny de les divisions civil i militar era el mateix.
L'anvers mostrava Britània mirant a la dreta, amb l'esquerra recolzada sobre un escut i la mà dreta sostenint un trident, amb un sol a la cantonada superior dreta. La frase "For God and the Empire" (Per Déu i l'Imperi) estava inscrita al voltant del costat superior, i "For Gallantry" (Per la Gallardia) a l'exerg.
El primer revers tenia el Monograma Reial envoltat per sis lleons. El segon tipus, adoptat després de l'ascens de Jordi VI el 1937, tenia el Codi Reial amb quatre lleons, dos a cada costat amb, a sota, la frase "Instituted by George V" (Instituït per Jordi V).
La cinta original era de color porpra llis, amb l'addició d'una fina franja vertical vermella per a les condecoracions militars. El 1933 es va afegir una branca de llorer platejat en diagonal a la cinta per a tots dos tipus de condecoració, i es portava a la barra de la cinta quan només es portaven cintes. La cinta va canviar a rosa amb vores gris perla el juliol de 1937, amb una franja vertical gris perla afegida per a les condecoracions militars, i es va mantenir en aquesta versió fins a la revocació de la medalla.